# قطف الجنى الداني
كتاب قطف الجنى الداني هو أحد الكتب المتخصصة في شرح مقدمة رسالة ابن أبي زيد القيرواني، وهو من تأليف الشيخ عبد المحسن العباد البدر، حيث يشرح فيه الشيخ عقيدة أهل السنة والجماعة.
وقال مؤلفه الشيخ عبد المحسن العباد: «قد ألَّف علماءُ السنَّة قديماً وحديثاً مؤلَّفاتٍ تُوَضِّح عقيدةَ أهل السنَّة والجماعة، منها ما هو مختصَرٌ، ومنها ما هو مطوَّلٌ، وكان مِن بين هذه المختصرات مقدِّمةُ الإمام ابنِ أبي زيد القيرواني المالكي لرسالته، ومقدِّمةُ رسالته على طريقة السلف مختصَرةٌ مفيدة، والجمعُ بين الأصول والفروع في كتاب واحد نادرٌ في فعل المؤلِّفين، وهو حَسَن، يجعل المشتغلَ في فقه العبادات والمعاملات على علمٍ بالفقه الأكبر، الذي هو العقيدةُ على طريقوقد رأيتُ أن أشرح هذه المقدِّمة شرحاً يزيد في جلائها ووضوحها، ويُفصِّل المعاني التي اشتملت عليها، ورأيتُ أن أمهِّد لهذا الشّرح بذكر عشر فوائد في عقيدة السّلف، وقد نظَم الشيخُ أحمد بن مشرّف الأحسائي المالكي المتوفَّى سنة 1285ه مقدِّمة رسالة ابن أبي زيد القيرواني نظْماً بديعاً سلِساً، رأيتُ مِن المناسب إثباته مع نصِّ المقدِّمة.»